# Промислова (зупинний пункт)
Промисло́ва — пасажирський залізничний зупинний пункт Рівненської дирекції Львівської залізниці.
Розташований на півночі Луцька, Луцький район, Волинської області (поблизу нафтова база та колишній Луцький завод штучних шкір) на лінії Підзамче — Ківерці між станціями Дачне (6 км) та Луцьк (1 км).
Станом на березень 2019 року щодня вісім пар електропоїздів прямують за напрямком Сапіжанка/Стоянів/Луцьк — Ківерці/Ковель/Здолбунів.